# Acropimpla nakula
Acropimpla nakula là một loài tò vò trong họ Ichneumonidae.